# Swertia candelabrum
Swertia candelabrum är en gentianaväxtart som beskrevs av H. Smith. Swertia candelabrum ingår i släktet Swertia och familjen gentianaväxter. Inga underarter finns listade i Catalogue of Life.